# Schloss Deutenhofen

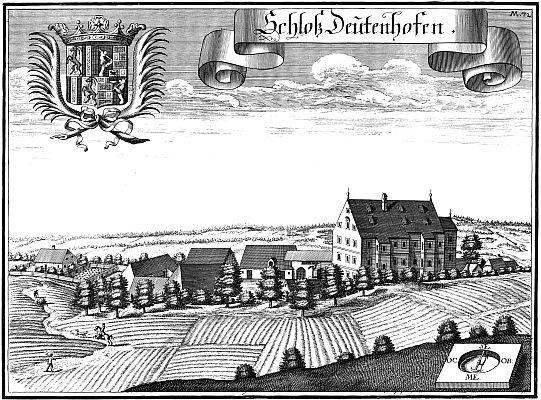
Das Schloss Deutenhofen nach dem Stich von Michael Wening von 1701

Schloss Deutenhofen ist ein Schloss in Deutenhofen, einem Gemeindeteil der Gemeinde Hebertshausen im oberbayerischen Landkreis Dachau.

## Geschichte
Die erste urkundliche Erwähnung Deutenhofens ist zwischen der Zeit von 926 und 937, als Titinhoua (Hof des Tito). Doch höchstwahrscheinlich ist Deutenhofen sogar älter, denn Siedlungen mit der Endung …hofen gehen bis auf das 8./9. Jahrhundert zurück.

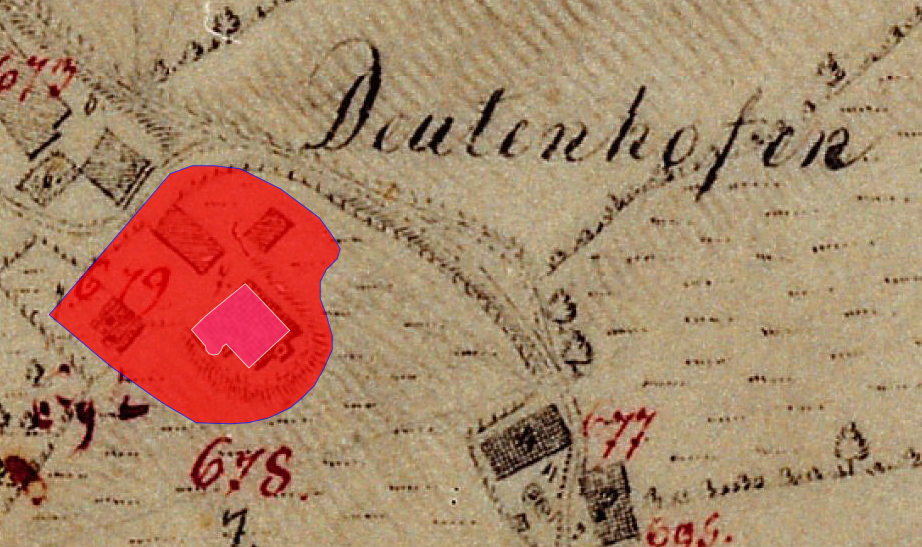
Lageplan von Schloss Deutenhofen auf dem Urkataster von Bayern

Schloss Deutenhofen wurde wohl schon vor 1341 von den ortsadeligen Deutenhofern errichtet. 1341 wird der Ritter Ulrich Gruber als erster nachweisbarer Besitzer genannt. Der Edelsitz und Sedelhof in Deutenhofen befand sich in der Folge bis ca. 1510 im Besitz der Patrizierfamilie Pütrich aus München.
Im 16. Jahrhundert wurde das Schloss durch die Familie Reitmor von einer alten Burganlage, die wohl nur aus einem Burgfried bestand, zu seiner heutigen Form umgebaut. In einer Urkunde hieß es, dass „das Schloss schön zuegricht vnd zierlich erbauet“ sei. Das gesamte Gebäude war von Mauern und Wehranlagen umgeben. Als stattliches Gebäude mit turmartigen Hauptschloss, Zinnenmauer und Nebenhäusern hat Philipp Apian das Schloss in seiner Landtafel 1568 gezeichnet.
1625 erfolgte der Kauf Deutenhofens durch den bayerischen Hofkammerpräsidenten Johann von Mandl (* 1588, † 1666). Deutenhofen wurde 1627 durch Kurfürst Maximilian I. zur geschlossenen Hofmark erhoben, d. h. das Recht der Gerichtsbarkeit erstreckte sich nicht nur auf die Pächter von Höfen des Hofmarksherrn, sondern auf alle Bewohner der Hofmark, auch wenn deren Höfe einem auswärtigen Herrn gehörten. 1632, im Dreißigjährigen Krieg, wurde der Sitz der Hofmark durch schwedische Truppen unter Herzog Bernhard von Sachsen-Weimar niedergebrannt, aber nach dem Krieg von den Freiherren von Mandl wieder auf- und ausgebaut. 1654 wurde noch das bisher landgerichtische Dorf Hebertshausen in die Hofmark einbezogen. Die Hofmark (seit 1821 Patrimonialgericht) blieb bis zum Verkauf am 2. März 1834 an die Grafen von Spreti im Besitz der Familie Mandl. Die letzten Reste der Adelsherrschaft wurden in der Revolution 1848 aufgehoben.
In der Zeit nach dem Verkauf durch die Grafen von Spreti am 12. April 1879 bis nach dem Zweiten Weltkrieg wechselte das Schloss immer wieder die Besitzer, darunter erwarb es am 6. Juli 1916 der Fürst Adalbert von Sayn-Wittgenstein, welcher die Gebäude durch den Architekten Franz Rank verändern ließ. Der Bildhauer, Zeichner und Unternehmer Mathias Gasteiger betrieb zusammen mit Julius Exter ab dem Sommer 1896 bis 1901 eine eigene Mal- und Bildhauerschule im Schloss Deutenhofen.

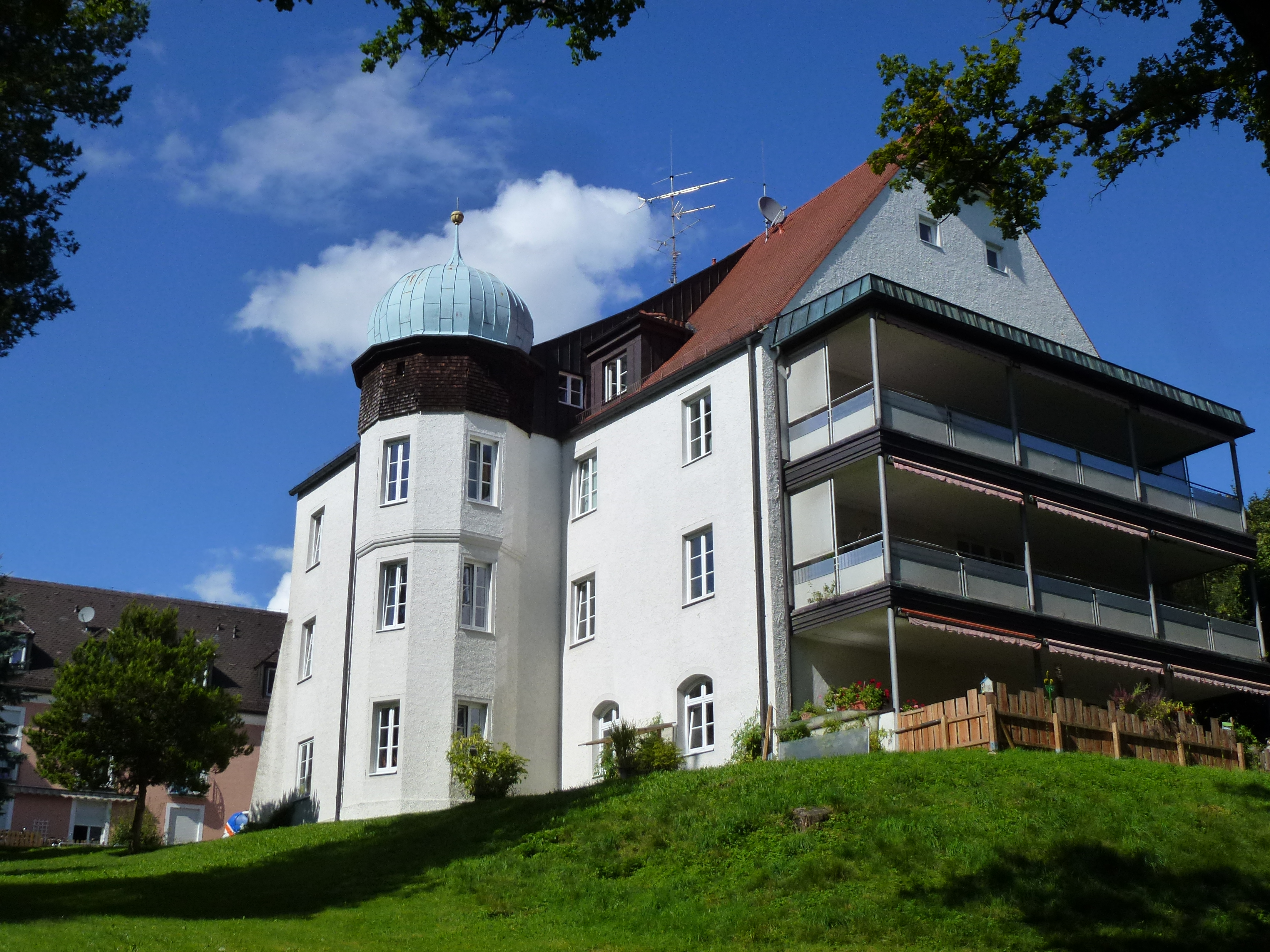
Das Schloss Deutenhofen heute

Während des Zweiten Weltkriegs wurde das kleine Schloss als Krankenhaus verwendet. Nach dem Zweiten Weltkrieg wurde es als Hilfskrankenhaus des Bayerischen Roten Kreuzes (BRK) weiter genutzt. Ab dem 1. Oktober 1970 war es bis Frühjahr 2012 Teil des Altenheims. Seit dem 29. Mai 2013 wird das Nachbargebäude als Asylbewerberunterkunft genutzt. Das Schloss mit Park und Nebengebäude befindet sich seit 2014 wieder in Privatbesitz, in Miete befindet sich die Organisation „Haus des Lebens“ sowie der Landkreis Dachau weiterhin mit einer Asylbewerberunterkunft.

## Baubeschreibung
Die Anlage ist unter der Aktennummer D-1-74-122-6 als denkmalgeschütztes Baudenkmal von Deutenhofen verzeichnet und mit der zugehörigen Kapelle (Aktennummer D-1-74-122-7) folgendermaßen beschrieben:
Ehemaliges Hofmarksschloss: dreigeschossiger Satteldachbau mit Achteckturm, im Kern 16. Jahrhundert, später mehrfach verändert
Katholische Kapelle St. Sebastian: halbrund geschlossener Bau mit offener Vorhalle, um 1700; mit Ausstattung; hinter von Mandl-Straße 25, am Abhang 
Ebenso wird ein Bodendenkmal unter der Aktennummer D-1-7734-0187 im Bayernatlas als „untertägige spätmittelalterliche und frühneuzeitliche Befunde im Bereich von Schloss Deutenhofen und seiner Vorgängerbauten mit zugehörigem Wirtschaftshof“ geführt.